# Kabinet-Špidla
Het kabinet–Špidla was de regering van de Tsjechische Republiek van 12 juli 2002 tot 26 juli 2004.  Het kabinet werd gevormd door de politieke partijen Tsjechische Sociaaldemocratische Partij (ČSSD), Christendemocratische Unie-Tsjecho-Slowaakse Volkspartij (KDU-ČSL) en Unie Svobody-Demokratická unie (US-DEU) na de Tsjechische kamerverkiezingen van 2002, Vladimír Špidla van de ČSSD werd door president Václav Havel tot premier aangesteld.

## Kabinet–Špidla (2002–2004)
| Ambtsbekleder                                    | Ambtsbekleder     | Ambtsbekleder               | Functie(s)                             | Ambtstermijn      | Ambtstermijn      | Partij(en) |
| ------------------------------------------------ | ----------------- | --------------------------- | -------------------------------------- | ----------------- | ----------------- | ---------- |
|                                                  | Vladimír Špidla   | Vladimír Špidla (1951)      | Premier                                | 12 juli 2002      | 26 juli 2004      | ČSSD       |
|                                                  | Stanislav Gross   | Stanislav Gross (1969–2015) | Vicepremier                            | 12 juli 2002      | 26 juli 2004      | ČSSD       |
| Minister van Binnenlandse Zaken                  | Stanislav Gross   | Stanislav Gross (1969–2015) | 4 april 2000                           |                   | 26 juli 2004      | ČSSD       |
|                                                  | Cyril Svoboda     | Cyril Svoboda (1956)        | Vicepremier                            | 12 juli 2002      | 26 juli 2004      | KDU-ČSL    |
| Minister van Buitenlandse Zaken                  | Cyril Svoboda     | Cyril Svoboda (1956)        | 16 augustus 2006                       | 12 juli 2002      |                   | KDU-ČSL    |
|                                                  | Petr Mareš        | Petr Mareš (1953)           | Vicepremer                             | 12 juli 2002      | 26 juli 2004      | US-DEU     |
| Minister voor Wetenschap, Onderzoek en Innovatie | Petr Mareš        | Petr Mareš (1953)           |                                        | 12 juli 2002      | 26 juli 2004      | US-DEU     |
|                                                  | Bohuslav Sobotka  | Bohuslav Sobotka (1971)     | Minister van Financiën                 | 12 juli 2002      | 16 augustus 2006  | ČSSD       |
|                                                  | Pavel Rychetský   | Pavel Rychetský (1943)      | Minister van Justitie                  | 12 juli 2002      | 6 augustus 2003   | ČSSD       |
|                                                  | Vladimír Špidla   | Vladimír Špidla (1951)      | Minister van Justitie                  | 6 augustus 2003   | 16 september 2003 | ČSSD       |
|                                                  | Karel Čermák      | Karel Čermák (1934–2017)    | Minister van Justitie                  | 16 september 2003 | 14 juni 2004      | O          |
|                                                  | Vladimír Špidla   | Vladimír Špidla (1951)      | Minister van Justitie                  | 14 juni 2004      | 26 juli 2004      | ČSSD       |
|                                                  | Jiří Rusnok       | Jiří Rusnok (1960)          | Minister van Industrie en Handel       | 12 juli 2002      | 20 maart 2003     | ČSSD       |
|                                                  | Milan Urban       | Milan Urban (1958)          | Minister van Industrie en Handel       | 20 maart 2003     | 16 augustus 2006  | ČSSD       |
|                                                  | Jaroslav Tvrdík   | Jaroslav Tvrdík (1968)      | Minister van Defensie                  | 4 mei 2001        | 10 juni 2003      | ČSSD       |
|                                                  | Miroslav Kostelka | Miroslav Kostelka (1951)    | Minister van Defensie                  | 10 juni 2003      | 26 juli 2004      | O          |
|                                                  |                   | Marie Součková (1953)       | Minister van Volksgezondheid           | 12 juli 2002      | 14 april 2004     | ČSSD       |
|                                                  |                   | Jozef Kubinyi (1955)        | Minister van Volksgezondheid           | 14 april 2004     | 26 juli 2004      | ČSSD       |
|                                                  | Zdeněk Škromach   | Zdeněk Škromach (1956)      | Minister van Arbeid en Sociale Zaken   | 12 juli 2002      | 16 augustus 2006  | ČSSD       |
|                                                  | Petra Buzková     | Petra Buzková (1965)        | Minister van Onderwijs, Jeugd en Sport | 12 juli 2002      | 16 augustus 2006  | ČSSD       |
|                                                  | Milan Šimonovský  | Milan Šimonovský (1949)     | Minister van Verkeer                   | 12 juli 2002      | 16 augustus 2006  | KDU-ČSL    |
|                                                  |                   | Pavel Němec (1971)          | Minister van Regionale Ontwikkeling    | 12 juli 2002      | 26 juli 2004      | US-DEU     |
|                                                  | Jaroslav Palas    | Jaroslav Palas (1952)       | Minister van Landbouw                  | 12 juli 2002      | 25 april 2005     | ČSSD       |
|                                                  | Libor Ambrozek    | Libor Ambrozek (1966)       | Minister van Milieu                    | 12 juli 2002      | 16 augustus 2006  | KDU-ČSL    |
|                                                  |                   | Pavel Dostál (1943–2005)    | Minister van Cultuur                   | 17 juli 1998      | 24 juli 2005      | ČSSD       |
| Minister zonder portefeuille                     |                   |                             |                                        |                   |                   |            |
| Ambtsbekleder                                    | Ambtsbekleder     | Ambtsbekleder               | Functie(s)                             | Ambtstermijn      | Ambtstermijn      | Partij(en) |
|                                                  | Vladimír Mlynář   | Vladimír Mlynář (1966)      | Minister voor Informatica              | 12 juli 2002      | 25 april 2005     | US-DEU     |